# Partysaurus Rex
A Partysaurus Rex 2012-ben bemutatott amerikai animációs rövidfilm, ami a Toy Story filmek alapján készült. Időben a harmadik rész után játszódik.

## Cselekmény
Rex-et a fürdőbe viszi a gazdája játszani, ahol a többi játék nagyon megkedveli őt. Ám amikor a játéknak vége szakad nagy szomorúság uralkodik el mindenkin, ezért Rex a kezébe veszi az irányítást. Hatalmas fürdőkádi buli kerekedik, és mindenki nagyon jól érzi magát. De a buli túlpörög, és a kádból elkezd kifolyni a víz.

## Szereplők
| Szereplő              | Színész           | Magyar hang        |
| --------------------- | ----------------- | ------------------ |
| Woody                 | Tom Hanks         | Stohl András       |
| Buzz Lightyear        | Tim Allen         | Dörner György      |
| Jesse                 | Joan Cusack       | Zsigmond Tamara    |
| Krumplifej asszonyság | Estelle Harris    | Szabó Éva          |
| Rex                   | Wallace Shawn     | Lippai László      |
| Guba                  | John Ratzenberger | Kassai Károly      |
| Krumplifej úr         | Don Rickles       | Forgács Gábor      |
| Tüsi úr               | Timothy Dalton    | Kautzky Armand     |
| Bonnie                | Emily Hahn        | Károlyi Lili       |
| Bonnie anyukája       | Lori Alan         | Kisfalvi Krisztina |